# Banderes de seguretat de la FIA
Les banderes de seguretat de la FIA són la manera oficial de comunicar els comissaris de pista de la Fédération Internationale de l'Automobile les seves instruccions als pilots a la Fórmula 1, i per extensió a l'automobilisme. Aquests han de conèixer i respectar les diferents banderes. Les dimensions mínimes són 60 × 80 cm, excepte la vermella i la de quadres que han de ser de com mínim 80 × 100 cm.
| Bandera                             | Denominació                         | Forma de presentació          | Significat |
| ----------------------------------- | ----------------------------------- | ----------------------------- | --- |
| Bandera de quadres                  | Bandera a quadres                   | Agitada                       | Final de carrera, o si escau, de cadascuna de les sessions de la competició. |
| Bandera vermella                    | Bandera vermella                    | Agitada                       | Detenció dels entrenaments o de la carrera ja sigui per un accident o per causes meteorològiques. Tots els pilots han de reduir immediatament la seva velocitat, detenir-se si és necessari i tornar als boxes (o al lloc previst pel reglament de la prova). Està prohibit avançar. Aquesta bandera es mostra únicament per ordre del director de carrera. Tots els semàfors del traçat es posaran en vermell. |
| Bandera groga                       | Bandera groga                       | Agitada                       | Perill, no es permet l'avançament i s'ha de reduir la velocitat. Pot ser mostrada als pilots de dues formes diferents: - Una bandera groga: reduir la velocitat i estar preparats per variar la traçada a causa de la presència d'un perill en una vora de la pista o en una part de la mateixa. - Dues banderes grogues: reduir la velocitat, no avançar i preparar-se per variar la traçada o fins i tot per detenir-se a causa de la presència d'un perill que obstrueix la pista totalment o parcialment. Es mostren normalment en el lloc de senyalització immediatament anterior al perill, encara que en algunes ocasions es poden mostrar en més d'un. La presència d'aquesta bandera abans de la sortida, per la impossibilitat d'algun conductor de començar, obliga a la cancel·lació de la sortida. Després d'aquesta cancel·lació, se sol realitzar una altra volta d'escalfament. |
| Bandera groga · Safety car          | Bandera groga i rètol «SC»          | Agitada la groga              | El cotxe de seguretat (safety car en anglès) està intervenint en la pista, pel cal reduir la velocitat, no avançar, i fins i tot estar preparats per detenir-se i variar la traçada ja que un perill obstrueix de forma total o parcial la pista. |
| Bandera groga · Virtual Safety Car  | Bandera groga i rètol «VSC»         | Agitada la groga              | Indica que hi ha perill però no suficient com perquè surti un Safety Car sinó que s'usa el procediment de «Safety Car Virtual». Cal reduir un 40% la velocitat i no es poden fer avançaments en la zona perillosa. |
| Bandera groga amb franges vermelles | Bandera groga amb franges vermelles | Estàtica                      | Existència en la pista d'un element que causa disminució de l'adherència, pot mostrar-se per restes d'oli o per presència de fragments de cotxe en pista, també es mostra en aquelles zones del circuit on la pista està seca i comença a ploure. Els conductors hauran de reduir la velocitat en aquest punt. |
| Bandera verda                       | Bandera verda                       | Agitada                       | El perill ha passat i es pot tornar a avançar. Quan el director de carrera ho requereixi, es pot mostrar també durant la volta d'escalfament o al principi d'una sessió d'entrenaments de forma simultània en tots els llocs de senyalització. |
| Bandera blava                       | Bandera blava                       | Agitada                       | Té diversos significats segons quan s'utilitzi: - Sempre (en entrenaments i carreres): es mostra estàtica al final del pit lane per indicar al pilot que surt del pit lane que hi ha cotxes que s'aproximen per la pista. El semàfor del pit lane també mostra un senyal parpellejant lluminosa blava. - En els entrenaments: el pilot ha de cedir el pas a un cotxe més ràpid al com es precedeix. - En la carrera: el pilot està a punt a ser doblat per un altre pilot que ha realitzat almenys una volta més. El pilot que serà doblat ha de permetre l'avançament tan aviat com sigui possible. |
| Bandera dividida                    | Bandera dividida                    | Estàtica amb el dorsal        | El pilot ha realitzat una maniobra antiesportiva. Es presenta una sola vegada. |
| Bandera negra                       | Bandera negra                       | Estàtica al costat del dorsal | El pilot ha de detenir-se en el seu box o en el lloc designat prèviament en el briefing la propera vegada que es passi per l'entrada del pit lane. |
| Bandera blanca                      | Bandera blanca                      | Agitada                       | Existeix un vehicle molt més lent en la pista, ja sigui d'emergències o de carreres. |
| Bandera negra amb cercle            | Bandera negra amb cercle            | Estàtica al costat del dorsal | Indica al pilot que el seu vehicle té problemes mecànics que poden constituir un perill pels altres pilots i per a ell; pel que s'haurà de detenir en el seu box al més aviat possible. Actualment no és gaire utilitzada, ja que se sol avisar el pilot d'aquestes situacions mitjançant ràdio. |